# Луди петак (албум групе Милиграм)
Луди петак је трећи студијски албум бенда Милиграм. Албум је објавио Сити рекордс 23. децембра 2013. године.
Спот за песму „Врати ми се несрећо” објављен је 29. децембра 2013. године.
Милиграм је започео турнеју 12. априла 2014. у Тузли како би промовисали албум.

## Песме
| №   | Назив               | Текст                                 | Трајање |  |
| 1.  | Анђео               | Марина Туцаковић, Александар Томић    | 4:05    |  |
| 2.  | Врати ми се несрећо | Марина Туцаковић                      | 3:21    |  |
| 3.  | Љубав је пасе       | Марина Туцаковић, Милан Радуловић     | 3:58    |  |
| 4.  | Луди петак          | Марина Туцаковић, Александар Томић    | 3:41    |  |
| 5.  | Све ми се мења      | Марина Туцаковић, Александар Томић    | 4:31    |  |
| 6.  | Љубо прељубо        | Марина Туцаковић, Љиљана Јорговановић | 3:50    |  |
| 7.  | Апсолутна љубав     | Марина Туцаковић, Љиљана Јорговановић | 3:45    |  |
| 8.  | Мене ништа не вади  | Марина Туцаковић                      | 3:20    |  |
| 9.  | Има нешто у човеку  | Марина Туцаковић                      | 4:07    |  |
| 10. | Reality             | Марина Туцаковић, Милан Радуловић     | 4:00    |  |
| 11. | Вољен и искоришћен  | Марина Туцаковић, Љиљана Јорговановић | 4:24    |  |